# シトロエン・プロトタイプ Y

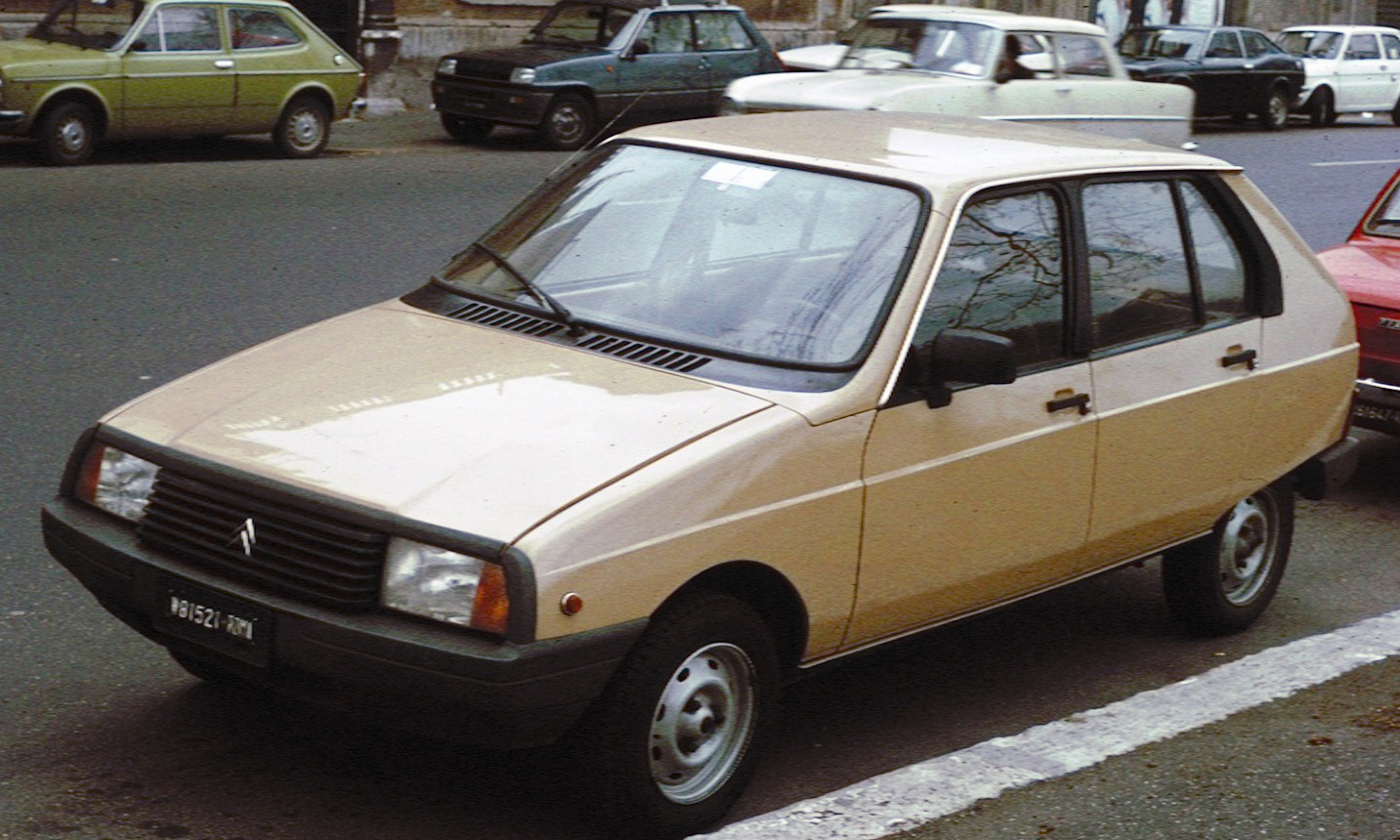
シトロエン・ヴィザ

シトロエン・プロトタイプYは、1970年代前半にシトロエンが手がけていた、シトロエン・アミの後継車開発プロジェクトである。このプロジェクトはシトロエン・G-ミニおよびEN101プロジェクトに基づいていたが、後にプロジェクトシトロエン・VD (VDとは フランス語で「小型車」の意)に置き換えられた。
1965年から、ロベール・オプロンはシトロエン・G-ミニ・プロトタイプおよび2CVの後継車となるプロジェクトEN101に携わった。このプロジェクトでは2CVと同じ水平二気筒エンジンを採用する予定であり、1970年の発売が想定されていた。コンパクトなボディサイズと0.32のすぐれた空力性能を備えたこの先進的で空間効率の良いデザインは、潜在的な顧客から否定的な反応があり、結局中止された。
プロトタイプYの目的は、2CVとGSの中間に位置づけられる、小型で頑丈かつ現代的な車の開発であった。
最初のプロトタイプはフィアット・127のプラットフォームをベースとしていた。当時シトロエンはフィアットとの提携を模索しており（結果的にこの提携からはシトロエン・C35/フィアット・242しか生まれなかった）、後のモデルではトーションバー式サスペンションを採用した。
1974年、プジョーがシトロエンを買収しPSAグループを形成した。このためアミの後継車プロジェクトは「シトロエンVD」と再定義され、プジョー104のフロアパンを流用することで104のエンジンとトランスミッションの使用が可能となった。こうして5ドアの104ベースのシトロエン・ヴィザがプロトタイプYに代わる形で発売された。また、ホイールベースを短縮した3ドアの104をベースに、細かい変更を施したシトロエン・LN/LNAもバッジェンジニアリング車として設定された。
プロジェクトYの当初のデザインはルーマニアに売却され、そこでオルトシット・クラブとして生産された。このクラブはヴィザと外観が似ており、一部の西欧市場ではシトロエン・アクセルの商品名で販売された。